# Cá nheo khổng lồ hồ Biwa
Cá nheo khổng lồ hồ Biwa, tên khoa học Silurus biwaensis, còn gọi là Biwako-o'namazu (ビワコオオナマズ, Nhật Bản) là loài cá da trơn ăn thịt lớn nhất đặc hữu của hồ Biwa ở Nhật Bản.

## Mô tả
Loài này là trực quan tương tự như cá nheo châu Âu. Chúng có một cơ thể hình trụ thon dài và có thể lên tới chiều dài 1,18 m (3 ft 10 in) và câu nặng khoảng 17 kg (37 lb). Phần trên của cơ thể là màu xám tối trong khi thân dưới màu nhạt, trắng. Những dịp hiếm hoi, Cá nheo khổng lồ hồ Biwa có thể đạt đến độ dài lên đến dài 8 feet, và nặng hơn 300 kg.

## Vòng đời
S. biwaensis là loài cá săn mồi lớn nhất trong hồ Biwa. Sử dụng phương pháp đo từ xa các nhà nghiên cứu đã cố gắng để giải thích hành vi di trú của chúng. Các nghiên cứu khác đã chỉ ra rằng các tiểu quần thể hầu như không kết hợp với nhau.

## Mối quan hệ với con người
Một số ngư dân cho rằng cá da trơn thay đổi hành vi của chúng và trở nên rất tích cực khi một trận động đất sắp xảy ra. Trong thần thoại Nhật Bản, cá da trơn khổng lồ có tên Namazu gây ra những trận động đất nó di chuyển bên dưới bề mặt trái đất.